# Alamettin
Alamettin war bis 2014 eine Gemeinde im türkischen Landkreis Sarıoğlan der Provinz Kayseri (Region Zentralanatolien).
Seit der Gebietsreform von 2014 ist es ein Ortsteil der Kreisstadt Sarıoğlan.
Das Dorf liegt etwa 60 km nördlich der Provinzhauptstadt, ist das nördlichste Dorf der Provinz Kayseri und liegt nahe an den Grenzen zu den Provinzen Sivas und Yozgat.
Der letzte Bürgermeister war Nafiz Ceran.